# 小院高牆
小院高牆（英語：Small Yard, High Fence），是由智庫「新美國」（New America）的薩姆·薩克斯提出的美國對中國的戰略。該戰略主張對核心特定技術，如人工智慧、量子計算和半導體等領域採取保護主義政策，而在其他非核心領域則保持與中國雙邊合作，以求在對華限制與維護美國經濟利益之間取得平衡。美國出台的限制措施主要圍繞在出口管制、金融制裁、入境投資審查、對外投資審查等四大類別。

## 背景

### 特朗普政府
美國第45任總統特朗普在其任內發動了中美貿易戰，中美雙方的外交急速轉向對抗，而美國政府也開始有意識地對華進行技術封鎖，包括打壓華為等企業、系統性限制中國半導體產業發展、聯合盟國限制對華出口先進光刻機等措施。
2020年8月，時任國務卿米高·蓬佩奧宣佈了「乾淨網路」（Clean Network）倡議，以抵制中國對美國及其盟友在關鍵電信網路的影響。截止2020年12月，已有60多個國家（佔世界國內生產毛額的三分之二以上）和200家電信公司公開承諾遵守「乾淨網路」原則。
2020年12月18日，美國商務部工業與安全局將中芯國際及其附屬公司，以及大疆創新等4家醫療及無人機技術公司等列入美國《出口管制條例》的實體清單。

### 拜登政府
2021年後，美國第46任總統拜登上任後定位中國為美國「最嚴峻的競爭對手」，但同時他主張兩國應該競爭而不是對抗，美國將對華採取「小院高牆」戰略，以免顛覆舊有的世界經濟秩序。拜登政府同時重申美國應該在技術領域保持對主要戰略競爭對手「盡可能大的領先優勢」，但又不切斷全部有意義的經濟聯繫。。
2022年10月，拜登政府宣布了第一輪針對中國的半導體出口全面限制，此舉旨在打擊中國取得製造超級電腦、制導武器關鍵技術的能力。同年，美國與韓國、臺灣、日本成立晶片四方聯盟，意圖在半導體產業圍堵中國。
2023年10月，拜登公佈第二輪限制美国公司的先进半导体销售，寻求向中国出售先进晶片或制造晶片机器的美国公司将被要求将其计划通知政府，或获得特别许可，以阻止美國生產的半導體被銷售到中國的數據中心。
2024年12月，拜登宣佈第三輪針對中國晶片行業的限制措施，包括禁止向中國出售如高頻寬記憶體(high-bandwidth memory)等的特定類型晶片，並將100多家中國公司列入限制貿易的實體清單。